# Witthauerův diagram

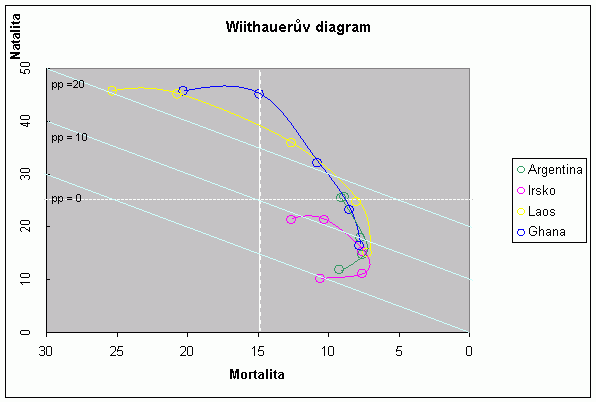
Příklad Witthauerova diagramu

Witthauerův diagram je pomůcka pro znázornění základních demografických ukazatelů různých území (např. států). Jejím autorem je německý demograf Kurt Witthauer. Znázorněním ukazatelů je umožněno jejich rychlé porovnání.
Základní souřadnice grafu, které zobrazují porodnost a úmrtnost, doplňuje třetí rozměr, přirozený přírůstek.
Plocha grafu je rozdělena liniemi, které zobrazují dvě charakteristické úrovně porodnosti (25‰) a úmrtnosti (15‰) a rozdělují tak graf na čtyři části (kvadranty). Do nich spadající populace mají charakteristické kombinace obou populačních procesů a z nich plynoucího přirozeného přírůstku.
První kvadrant reprezentuje nejstarší vývojové stádium. V současnosti se počet států, jež se vyznačují vysokými porodnostmi i úmrtnostmi, stále zmenšuje. Postupným vývojem se v těchto populacích nejdříve snižuje úmrtnost obyvatelstva a přesouvají se do druhé skupiny.
Ve druhé vývojové fázi (druhý kvadrant) zaznamenávají populace nejrychlejší kvantitativní rozvoj. Pozdější pokles porodnosti znamená přesun do třetí skupiny.
Ve třetím kvadrantu se celkově snižuje přirozený přírůstek obyvatelstva a do popředí se dostávají změny strukturálních ukazatelů. V současné době se v této skupině nachází většina území a států světa.
Vývoj přirozeného přírůstku probíhá plynule (rychlost změn je různá), mezi jednotlivými skupinami zemí neexistují ostré hranice, spíše lze pozorovat přechodná stádia.